# Бунила (Хунедоара)
Бунила (рум. Bunila) насеље је у Румунији у округу Хунедоара у општини Бунила. Oпштина се налази на надморској висини од 923 m.

## Становништво
Према подацима из 2002. године у насељу је живело 462 становника, од којих су сви румунске националности.

### Хронологија
| Година       | 1992 | 1993 | 1994 | 1995 | 1996 | 1997 | 1998 | 1999 | 2000 | 2001 | 2002 | 2003 | 2004 | 2005 | 2006 | 2007 | 2008 | 2009 | 2010 | 2011 | 2012 | 2013 | 2014 | 2015 | 2016 | 2017 |
| ------------ | ---- | ---- | ---- | ---- | ---- | ---- | ---- | ---- | ---- | ---- | ---- | ---- | ---- | ---- | ---- | ---- | ---- | ---- | ---- | ---- | ---- | ---- | ---- | ---- | ---- | ---- |
| Становништво | 558  | 532  | 517  | 495  | 500  | 494  | 485  | 463  | 460  | 452  | 431  | 417  | 414  | 392  | 383  | 375  | 409  | 372  | 347  | 326  | 361  | 341  | 326  | 328  | 338  | 340  |